# Anja Schneiderheinze

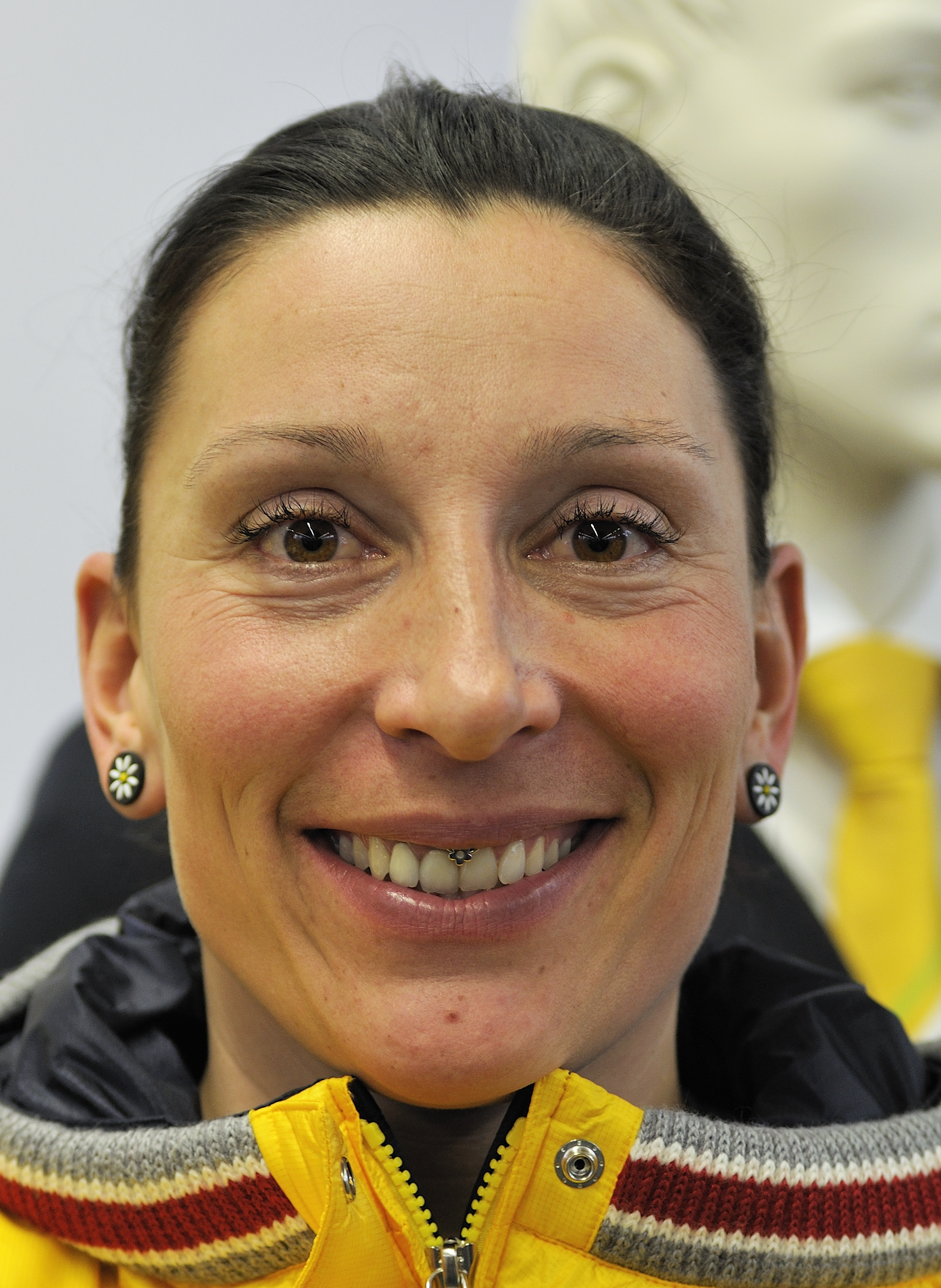
Anja Schneiderheinze-Stöckel (2014).

Anja Schneiderheinze, of Anja Schneiderheinze-Stöckel (Erfurt, 8 april 1978) is een voormalig Duits bobsleester. Ze fungeerde als remster van de vrouwelijke 2-mansbob.
Schneiderheinze begon als schaatsster, maar stapte in 2001 over naar de bobsleesport.
Direct vanaf het begin na haar overstap maakte ze onderdeel van het team rondom Sandra Prokoff, maar was in die dagen nog niet de eerste keus als remster, aangezien ze Ulrike Holzer voor zich moest dulden.
Prokoff en Holzer plaatsten zich dan ook voor die Spelen en waren daar meteen een van de combinaties waarvan eremetaal werd verwacht. Aan deze verwachting voldeden ze door een knappe tweede plaats te behalen achter Jill Bakken en Vonetta Flowers uit de Verenigde Staten.
In de jaren daarna kwam Schneiderheinze in beeld om de plaats van Holzer over te nemen. In die periode groeiden Prokoff en Schneiderheinze uit tot een geoliede combinatie die zeer moeilijk te verslaan bleek. Vier jaar op rij (2003 nog met Holzer, 2004, 2005 en 2006) werden ze winnaar van de wereldbeker. Daarbij werden ze in 2003 (met Holzer) en 2004 (Prokoff was inmiddels getrouwd en heette sindsdien Kiriasis) tweede op het wereldkampioenschap en wisten ze in 2005 wereldkampioen te worden. De enige prijs die toen nog op de erelijst ontbrak was de olympische titel.
Tijdens de Olympische Winterspelen 2006 in Turijn heerste het duo in alle vier de afdalingen en kwamen ze geen moment in de problemen, waardoor ook de olympische gouden medaille op het conto mocht worden bijgeschreven. 

## Schaats resultaten
| jaar | WK Junioren |
| ---- | ----------- |
| 1996 | 11e         |
| 1997 | 11e         |

## Bobslee resultaten
| Logo van de Olympische Spelen | Goud | Zilver | Brons | Logo van de Olympische Spelen |
|                               | 1    | 0      | 0     |                               |

2002: Jill Bakken / Vonetta Flowers ·
2006: Sandra Kiriasis / Anja Schneiderheinze ·
2010: Kaillie Humphries / Heather Moyse ·
2014: Kaillie Humphries / Heather Moyse ·
2018: Mariama Jamanka / Lisa Buckwitz ·
2022: Laura Nolte / Deborah Levi